# Caramélisation
La caramélisation est une réaction chimique qui correspond au brunissement du saccharose. Elle résulte initialement d’une déshydratation intramoléculaire du saccharose, avec formation de dianhydrides de fructose, puis de la liaison de ces composés avec des résidus de glucose. Simultanément, se forment divers composés éventuellement odorants, tel l'hydroxyméthylfurfural. 
En cuisine, on met cette réaction en œuvre, afin d'obtenir soit un goût de caramel, soit une couleur brune plus ou moins soutenue, qui colore les mets. À ce titre, la caramélisation est le procédé  par lequel on produit le caramel, d'où son nom, mais aussi les colorants caramel.

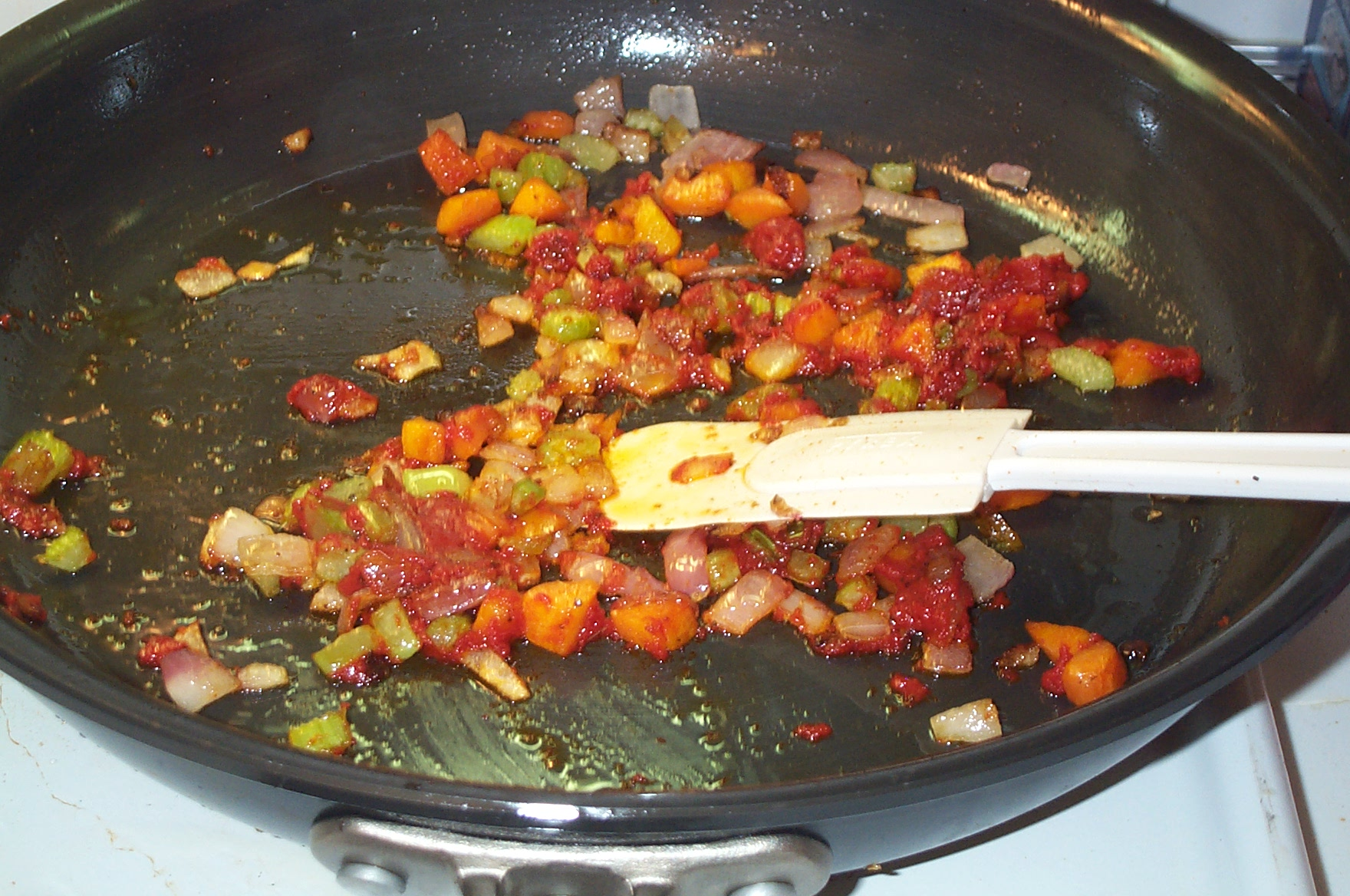
Légumes en cours de brunissement, pour la cuisine du mirepoix. La caramélisation qui a lieu, du fait de la présence de saccharose dans les tissus végétaux, est une mais seulement une des réactions responsables de ce brunissement.

## Températures de caramélisation
| Sucre      | Température |
| ---------- | ----------- |
| Fructose   | 110 °C      |
| Galactose  | 160 °C      |
| Glucose    | 160 °C      |
| Maltose    | 180 °C      |
| Saccharose | 160 °C      |

## La réaction de caramélisation
Le sucre de table, C12H22O11 (formule brute), est le réactif de la caramélisation. Pour former des produits de caramélisation, il faut chauffer le saccharose à plus de 140 °C, notamment en présence d'un catalyseur acide, tel que l'acide citrique.
Pour définir la caramélisation, on peut dire que c'est une réaction de coloration impliquant des sucres et de l'eau. Contrairement aux réactions fautivement nommées réaction de Maillard (on doit dire "réactions de glycation", car Maillard n'en est pas le découvreur), elle ne fait intervenir que les sucres. L'action de la chaleur provoque la décomposition du saccharose, qui produit des dianhydrides de fructose, caractérisés par des ponts spirolactone. Ces composés se dégradent, se condensent, puis se recombinent (à température élevée, synthétisant des sucres complexes (appelés polydextroses et oligosaccharides)) pour former des composés odorants. Cette réaction se traduit par un brunissement et par le dégagement d'une odeur caractéristique du caramel.
La réaction d'hydrolyse du saccharose (sucre de table) qui se produit lors de sa caramélisation peut s'écrire :
C12H22O11 + H2O → C6H12O6 + C6H12O6.
saccharose + eau → glucose + fructose.
S'il y a excès d'eau, cette dernière s'évapore. 

S'il y a défaut d'eau, le sucre déshydraté devient du carbone selon l'équation :
C12H22O11 → 12 C + 11 H2O.

## Suivi de la réaction de caramélisation au niveau de la structure moléculaire
À l'origine, le sucre est sous forme de saccharose :

Structure moléculaire du saccharose.

Ensuite, par hydrolyse, quand on chauffe celui-ci avec de l'eau, des liaisons se cassent pour former du glucose et du fructose, molécules isomères de même formule brute C6H12O6 :
L’acidité du milieu est un catalyseur de la réaction de caramélisation, car elle favorise la rupture des liaisons.
Au sein du mélange obtenu, appelé sucre inverti, les molécules de fructose et de glucose se recombinent ensuite, à haute température, pour former des sucres très complexes : des oligosaccharides et des polydextroses, constituants du caramel et à l'origine de sa couleur brune.